# Изохорный процесс
Изохо́рный, или изохори́ческий проце́сс (от др.-греч. ἴσος — «равный» и χώρος — «место») — термодинамический изопроцесс, который происходит при постоянном объёме. Для осуществления изохорного процесса в газе или жидкости достаточно нагревать или охлаждать вещество в сосуде неизменного объёма.
При изохорическом процессе давление идеального газа прямо пропорционально его температуре (см. Закон Шарля). В реальных газах закон Шарля выполняется приближённо.
На графиках в координатах состояния ({\displaystyle P-V,\ P-T,\ V-T}) изображается линиями, которые называются изохоры. Для идеального газа они являются прямыми во всех диаграммах, которые связывают параметры: {\displaystyle T} (температура), {\displaystyle V} (объем) и {\displaystyle P} (давление).

## История

Иллюстрация зависимости давления от температуры при постоянном объёме

Наиболее часто первые исследования изохорного процесса связывают с Гийомом Амонтоном. В своей работе «Парижские мемуары» в 1702 году он описал поведение газа в фиксированном объёме внутри так называемого «воздушного термометра». Жидкость в нём находится в равновесии под воздействием давления газа в резервуаре и атмосферным давлением. При нагревании давление в резервуаре увеличивается, и жидкость вытесняется в выступающую трубку. Зависимость между температурой и давлением была установлена в виде:
{\displaystyle {\frac {p_{1}}{p_{2}}}={\frac {1+\alpha t_{1}}{1+\alpha t_{2}}}.}
В 1801 году Джон Дальтон в двух своих эссе опубликовал эксперимент, в котором установил, что все газы и пары, исследованные им при постоянном давлении, одинаково расширяются при изменении температуры, если начальная и конечная температура одинакова. Данный закон получил название закона Гей-Люссака, так как Гей-Люссак вскоре провёл самостоятельные эксперименты и подтвердил одинаковое расширение различных газов, причём получив практически тот же самый коэффициент, что и Дальтон. Впоследствии он же объединил свой закон с законом Бойля — Мариотта, что позволило описывать в том числе и изохорный процесс.

## Термодинамика процесса

График изохорного процесса на диаграмме в координатах

Графики изопроцессов в идеальном газе

Из определения работы следует, что элементарная работа при термодинамическом процессе равна:
{\displaystyle \delta A=PdV.}
Чтобы определить полную работу процесса проинтегрируем данное выражение:
{\displaystyle A=\int \limits _{V_{1}}^{V_{1}}PdV,}
но, поскольку объём неизменен, то есть {\displaystyle \Delta V=0}, то такой интеграл равен нулю. Поэтому при изохорном процессе газ работы не совершает:
{\displaystyle A=0.}
Это же можно показать на графике изохорного процесса. С математической точки зрения, работа процесса равна площади такого графика. Но график изохорного процесса является прямой перпендикулярной к оси объёма. Таким образом, площадь под ним равна нулю.
Изменение внутренней энергии идеального газа можно найти по формуле:
{\displaystyle \Delta U={\frac {i}{2}}\nu R\Delta T,}
где {\displaystyle i} — число степеней свободы, которое зависит от количества атомов в молекуле газа (3 — для одноатомной (например, неон), 5 — для двухатомной (например, кислород) и 6 — для трёхатомной и более (например, молекула углекислого газа)).
Из определения и формулы теплоёмкости формулу для внутренней энергии можно переписать в виде:
{\displaystyle \Delta U=\nu \ c_{v}^{\mu }\ \Delta T,}
где {\displaystyle c_{v}^{\mu }} — молярная теплоёмкость при постоянном объёме.
Используя первое начало термодинамики можно найти количество теплоты при термодинамическом процессе:
{\displaystyle Q=\Delta U+A.}
Но при изохорном процессе газ не выполняет работу. То есть, имеет место равенство:
{\displaystyle Q=\Delta U=\nu \ c_{v}^{\mu }\ \Delta T,}
таким образом, вся теплота, которую получает газ, идёт на изменение его внутренней энергии.

## Энтропия при изохорном процессе
Поскольку в системе при изохорном процессе происходит теплообмен с внешней средой, то происходит изменение энтропии. Из определения энтропии следует:
{\displaystyle dS={\delta Q \over T},}
где {\textstyle \delta Q} — элементарное количество теплоты.
Выше была выведена формула для определения количества теплоты. Если её переписать в дифференциальном виде:
{\textstyle \delta Q=\nu \ c_{v}^{\mu }\ dT,}
где {\displaystyle \nu } — количество вещества,
{\textstyle c_{v}^{\mu }} — молярная теплоемкость при постоянном объёме.
Микроскопическое изменение энтропии при изохорном процессе можно определить по формуле:
{\textstyle dS={\nu \ c_{v}^{\mu }\ dT \over T}dy/dx\ dy/dx.}
Или, если проинтегрировать последнее выражение, полное изменение энтропии в этом процессе:
{\textstyle \int \limits _{S_{1}}^{S_{2}}dS=\nu \int \limits _{T_{1}}^{T_{2}}{c_{v}^{\mu }\ dT \over T}\Rightarrow \Delta S=\nu \int \limits _{T_{1}}^{T_{2}}{c_{v}^{\mu }\ dT \over T}.}
В данном случае выносить выражение молярной теплоемкости при постоянном объёме за знак интеграла нельзя, поскольку она является функцией, которая зависит от температуры.

## Практическое применение теории изохорного процесса

диаграмма цикла Отто

При идеальном цикле Отто, который приближённо воспроизведён в бензиновом двигателе внутреннего сгорания, такты 2—3 и 4—1 являются изохорными процессами.
Работа, совершаемая на выходе двигателя, равна разности работ, которую произведёт газ над поршнем во время третьего такта (то есть рабочего хода), и работы, которую затрачивает поршень на сжатие газа во время второго такта. Так как в двигателе, работающем по циклу Отто используется система принудительного зажигания смеси, то происходит сжатие газа в 7—12 раз.

Анимация классического двигателя Стирлинга с конфигурацией бета-типа, при которой рабочий и вытеснительный поршни скомпонованы в одном цилиндре

В цикле Стирлинга также присутствуют два изохорных такта. Для его осуществления в двигателе Стирлинга добавлен регенератор. Газ, проходя через наполнитель в одну сторону, отдаёт тепло от рабочего тела к регенератору, а при движении в другую сторону отдаёт его обратно рабочему тему. Идеальный цикл Стирлинга достигает обратимости и тех же величин КПД что и цикл Карно. Изохорный процесс — также процесс, протекающий в автоклавах и пьезометрах.

### Комментарии
1. ↑  В приведённом опыте изменения объёма пренебрежимо малы по сравнению с изменением давления
2. ↑  При эксперименте использовалась шкала температур в градусах Цельсия, а не Кельвина
3. 1 2  .

Также используются обозначения {\displaystyle d^{\prime }Q} и {\displaystyle d^{\prime }A}
4. ↑  В источнике даны формулы для всех термодинамических процессов. В частности, данная формула в полном виде имеет значение {\displaystyle \delta Q=\nu \ c_{v}^{\mu }\ dT\,+PdV}, но при изохорном процессе {\displaystyle dV=0}

## Список литературы
1. Кириллин В. А., Сычёв В. В., Шейндлин А. Е. Техническая термодинамика: учебник для вузов. — М.: Издательство МЭИ, 2008. — 496 с. Архивировано 24 ноября 2011 года.
2. Крестовников А. Н., Вигдорович В. Н. Химическая термодинамика. — 2-е изд., испр. и доп. — М.: Металлургия, 1973. — 256 с.
3. Кудрявцев П. С. История физики. — М.: Гос. учебно-педагог. изд-во, 1956. — Т. 1. От античной физики до Менделеева. — 564 с. — 25 000 экз.
4. Ландау Л. Д., Лифшиц Е. М. Статистическая физика. Часть 1. — Издание 5-е. — М.: Физматлит, 2005. — 616 с. — («Теоретическая физика», том V). — ISBN 5-9221-0054-8.
5. Савельев И. В. Курс общей физики:Молекулярная физика и термодинамика. — М.: Астрель, 2001. — Т. 3. — 208 с. — 7000 экз. — ISBN 5-17-004585-9.
6. Сивухин Д. В. Общий курс физики. — М.: Наука, 1975. — Т. II. Термодинамика и молекулярная физика. — 519 с.
7. J. Dalton. 2 // Memoirs of the Literary and Philosophical Society of Manchester. — 1802. — Т. 5. — 701 с.
8. Alejandro Romanelli. Alternative thermodynamic cycle for the Stirling machine. — Montevideo, Uruguay: Instituto de Física, Facultad de Ingeniería, 2017.